# Trichiurus lepturus
Trichiurus lepturus ist eine Fischart aus der Familie der Haarschwänze und dort der Unterfamilie Trichiurinae. Diese weit verbreitete Art wird in tropischen und gemäßigten Ozeanen rund um die Welt gefunden. Die Taxonomie der Art ist nicht völlig klar und im Atlantik, Ostpazifik und Nordwestpazifik gibt es Populationen, die eigenständig benannt sind, jeweils nach „ihrem“ Ozean (folgerichtig und auf Englisch: Atlantic cutlassfish, Pacific cutlassfish, Japanese cutlassfish). Dieser längliche Raubfisch ist eine wichtige Beute gewerblicher Fischereien.

## Merkmale
Individuen von Trichiurus lepturus sind lebend stahlblau mit einem silbrigen Glanz und werden silbergrau nach ihrem Tod. Die Flossen erscheinen üblicherweise transparent und können einen gelblichen Farbton aufweisen. Trichiurus lepturus weist in seiner schlangenartigen Gestalt keinen Fischschwanz in der üblichen Form auf, der Körper läuft spitz aus. Die Art besitzt große Augen und das große Maul enthält lange fangzahnartige Zähne. Der Haarschwanz erreicht ein Gewicht von bis zu 6 kg und eine Länge von bis zu 2,34 m. Die meisten gefangenen Exemplare haben eine Länge von 0,5 m bis 1 m, nur vor Australien gefangene Individuen sind häufig 1,5–1,8 m lang.

## Lebensraum
Trichiurus lepturus wird weltweit in tropischen und temperierten Ozeanen gefunden. Im Ostatlantik kommt die Art ab den südlichen britischen Inseln bis Südafrika vor, auch im Mittelmeer. Im Westatlantik findet man sie vor Virginia, und gelegentlich Cape Cod, bis südwärts nach Nordargentinien, inklusive der Karibik und dem Golf von Mexiko. Trichiurus lepturus lässt sich an den ostpazifischen Küsten von Südkalifornien bis Peru nachweisen. Diese Art der Haarschwänze ist weit verbreitet im Indopazifik und wird vom Roten Meer bis Südafrika, vor Japan, vor allen australischen Küsten (bis auf Tasmanien und Victoria) und rund um Fidschi gefunden, nicht aber im zentralen Pazifischen Ozean, einschließlich Hawaii. Manche Populationen wandern.
Eine Studie an Haarschwänzen dieser Art, T. lepturus, in der japanischen Meerenge von Bungo zeigt, dass das Temperaturoptimum der Art bei 20–24 °C liegt. Fangdaten aus der südkoreanischen Meerenge von Jeju zeigen, dass die Art eine Wassertemperatur von mindestens 14 °C bevorzugt, die Fänge sind schlecht in kälterem Wasser. vor der südbrasilianischen Küste bevorzugt die Art Wasser, das wärmer als 16 °C ist. Sie kommt in Wasser unter 10 °C nicht vor.
Trichiurus lepturus zieht eher flache Küstengewässer mit schlammigen Böden vor, dringt gelegentlich allerdings auch in Flussmündungen ein und wurde in Wassertiefen von 0–589 m beobachtet. In europäischen Gewässern erfolgten die meisten Nachweise zwischen 100 und 350 m Tiefe, vor Südbrasilien leben die Fische am ehesten in Tiefen zwischen 40 und 120 Metern. Im Ostpazifik liegen Nachweise zwischen Tiefen von 55 und 385 m vor, in der Meerenge von Bungo lebt die Art hauptsächlich zwischen 60 und 280 m Tiefe und wird am häufigsten zwischen 70 und 160 m gefangen.
Es ist eine benthopelagische Art, die allerdings gelegentlich bei Nacht bis zur Oberfläche aufsteigt.

## Taxonomie

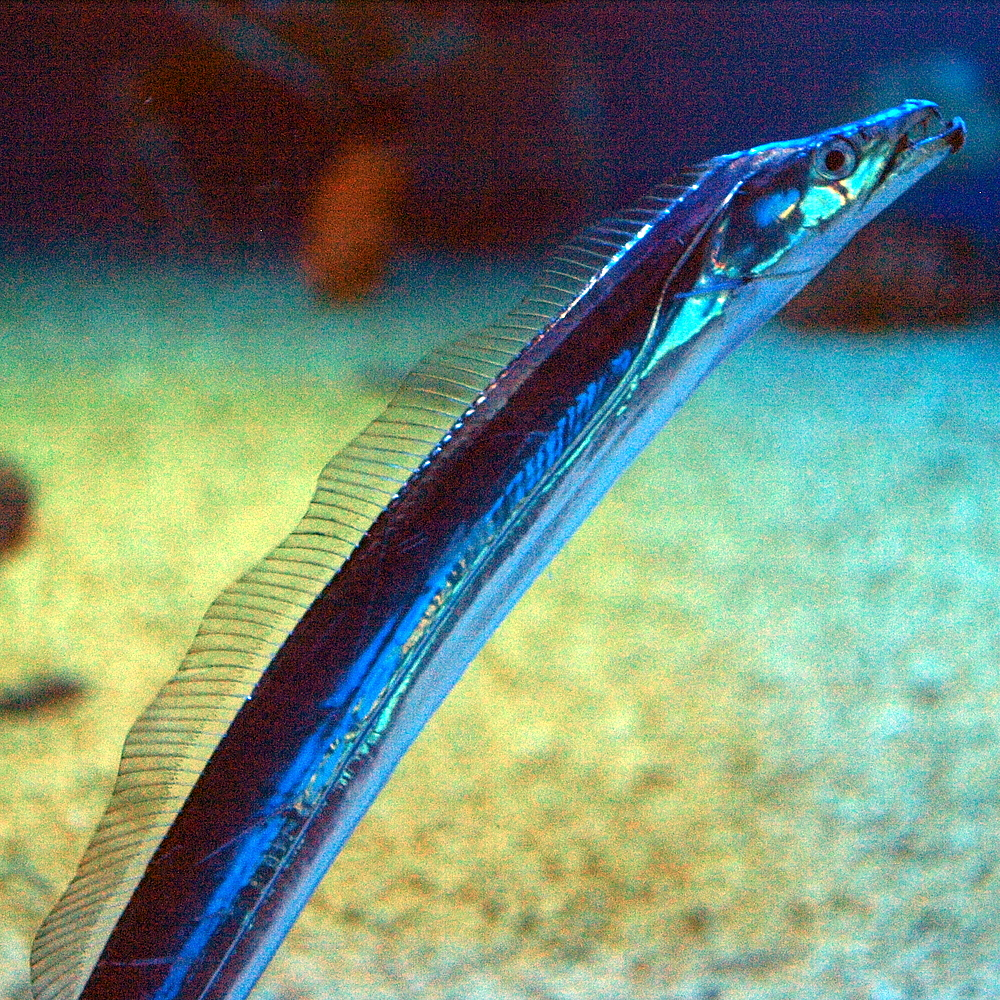
Ein Exemplar von Trichiurus lepturus im Kaiyūkan, in Osaka

Viele Autoren sehen diesen Haarschwanz als eine weit verbreitete Art an, andere Taxonomen vertreten die Meinung (cf. Lumper und Splitter), dass es sich bei Trichiurus lepturus um eine Sammelart handelt. Nach dieser Ansicht wären mehrere Hauptgruppen in Trichiurus lepturus vereint, jeweils eine aus dem Atlantik (auf Englisch genannt: Atlantic cutlassfish), dem Ostpazifik (englisch: Pacific cutlassfish), dem Nordwestpazifik (englisch: Japanese cutlassfish) sowie dem Indopazifik. Bei dieser Aufteilung würden die Fische aus dem Atlantik den wissenschaftlichen Namen Trichiurus lepturus behalten, da die Typlokalität vor South Carolina liegt. Individuen aus dem Nordwestpazifik (namentlich dem japanischen Meer und dem ostchinesischen Meer) weisen morphometrische, meristische und genetische Unterschiede auf, so dass sie gelegentlich als Trichiurus japonicus beschrieben werden. Andere morphometrische und meristische Unterschiede für die Population des Ostpazifiks (von Kalifornien bis Peru) begründen deren Beschreibung als Trichiurus nitens. Weder Trichiurus japonicus noch Trichiurus nitens werden auf FishBase als eigene Arten anerkannt, dort sind sie nur als Synonym für Trichiurus lepturus aufgeführt, doch im Catalog of Fishes der California Academy of Sciences gelten sie als eigenständig. Die IUCN erkennt die Population des Ostatlantiks als eine eigenständige, bisher noch nicht beschriebene Art an. Dies basiert auf genetischen Untersuchungen, die eine Abweichung zwischen den West- und ostatlantischen Populationen zeigen. Dies würde auch erzwingen, dass Trichiurus japonicus, Trichiurus nitens und die indopazifischen Populationen ebenfalls als eigenständige Arten anerkannt werden und Trichiurus lepturus (im Widerspruch zur IUCN) auf den Westatlantik beschränkt wird; allesamt unterscheiden sie sich mehr voneinander als die atlantischen Populationen.
Weitere Studien sind erforderlich zur möglichen Auftrennung und der Nomenklatur der indopazifischen Populationen. Untersuchungen der mitochondrialen DNA ergaben, dass im Indopazifik drei Arten benannt werden können: Trichiurus japonicus (nur an den Arealgrenzen), Trichiurus lepturus (Westpazifik und östlicher Indischer Ozean) und eine dritte Art, die provisorisch als Trichiurus sp. 2 bezeichnet wurde (indischer Ozean, sowie das ostchinesische und südchinesische Meer). Es ist zu mutmaßen, dass Trichiurus sp. 2 der Art Trichiurus nanhaiensis entspricht. Die Namen Trichiurus coxii und Trichiurus haumela wurden für Populationen vor Australien und im Pazifik benutzt, doch solide Grundlagen für deren Status als eigenständige Arten fehlen.

## Verhalten und Lebenszyklus
Jungtiere beteiligen sich an der Vertikalwanderung und steigen des Nachts auf, um Krill und Kleinfische zu erbeuten, tagsüber halten sie sich am Meeresboden auf. Dieses Bewegungsmuster ist bei Adulten, die sich hauptsächlich von Fischen ernähren, umgekehrt.
Weitere Beutebestandteile sind Tintenfische und Garnelen, außerdem kannibalisieren die extrem räuberischen erwachsenen Tiere jüngere.
Die Art wird häufig in großen, dichten Schwärmen angetroffen.
Das Laichgeschäft ist temperaturabhängig, die Larven bevorzugen Wasser, das wärmer als 21 °C ist, und fehlen völlig in Wasser unterhalb von 16 °C. Somit laichen die Tiere rund um das Jahr in tropischen Regionen, aber nur im Frühjahr und Sommer in kälteren Gegenden. Innerhalb einer Brutsaison kann ein Weibchen mehrere Tausend pelagische (das heißt im Wasser schwebende) Eier abgeben, aus denen nach 3–6 Tagen die Larven schlüpfen. Im japanischen Meer sind die meisten Tiere im Alter von 2 Jahren geschlechtsreif, einige laichen bereits nach einem Jahr. Das älteste bekannte Individuum hatte ein Alter von 15 Jahren.

## Verwendung
Trichiurus lepturus ist eine wichtige Art für die kommerzielle Fischerei. 2009 wurden mehr als 1,3 Millionen Tonnen angelandet; damit stand die Art auf dem sechsten Rang der am meisten gefangenen Spezies. Nahezu im gesamten Verbreitungsgebiet wird der Art nachgestellt, üblicherweise mit Grundschleppnetzen oder Ringwaden. Im selben Jahr 2009 wurde der größte Fanganteil (1,2 Millionen Tonnen) durch China und Taiwan aus dem Nordwestpazifik gemeldet (FAO-Gebiet 61). Die nächstniedrigeren Fangmengen meldeten Südkorea, Japan und Pakistan. Weitere Länder mit regelmäßigen Anlandungen sind Angola, Nigeria, der Senegal, Mauretanien, Marokko, Brasilien, Trinidad, Kolumbien, Mexiko, die Vereinigten Staaten (dort der Südosten), Iran, Indien und Australien.
In Südkorea wird dieser Haarschwanz galchi (갈치) genannt, wobei gal (갈) vom Mittelkoreanischen galh (갏) für „Schwert“ stammt und -chi (치) ein Suffix für „Fisch“ ist.
Die Fische werden gern gebraten oder gegrillt verzehrt. In Japan ist der Fisch als japanisch 太刀魚 tachiuo (太刀 „tachi“: „Schwert“ und 魚 „uo“: „Fisch“) bekannt und wird auch roh, als Sashimi, verzehrt. In der portugiesischen Sprache wird die Art „Schwert-Fisch“ („peixe-espada“) genannt. Das Fischfleisch ist fest und doch zart nach der Zubereitung, mit nur einem mäßigen Fischaroma; außerdem ist es mager und leicht zu entgräten.

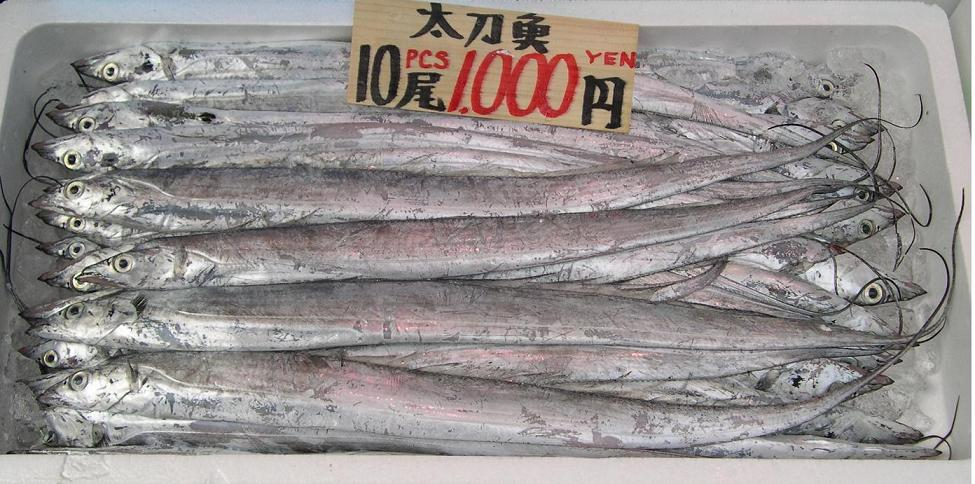
Trichiurus lepturus auf einem Fischmarkt in Tokio
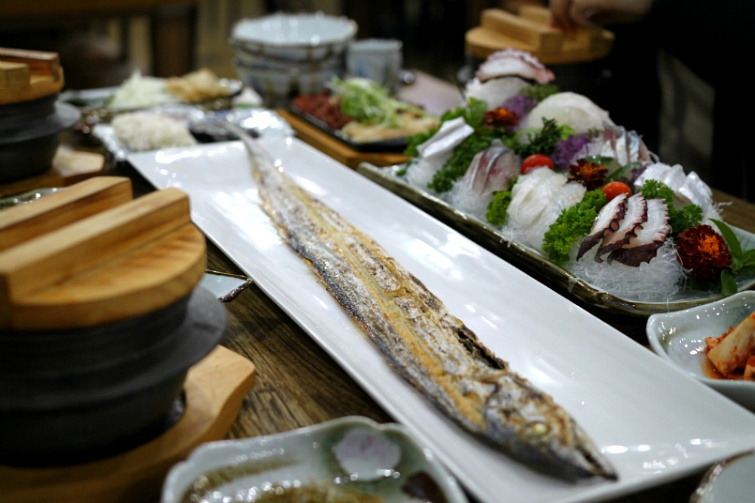
Galchi-gui (Gegrillte T. lepturus)
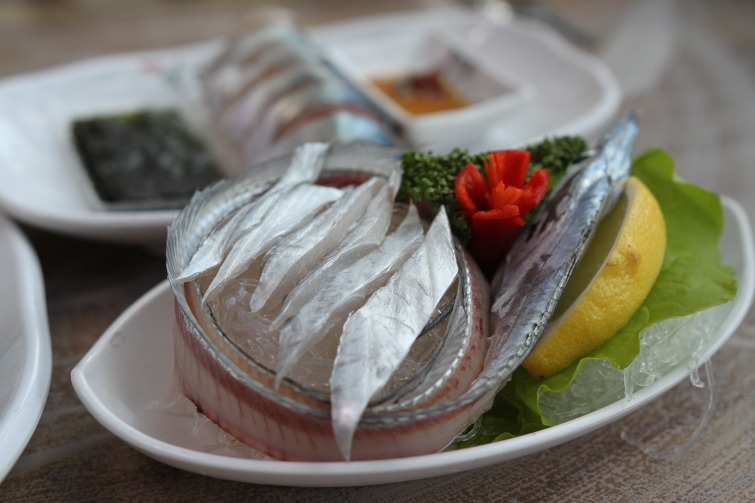
Galchi-hoe (T. lepturus, roh)
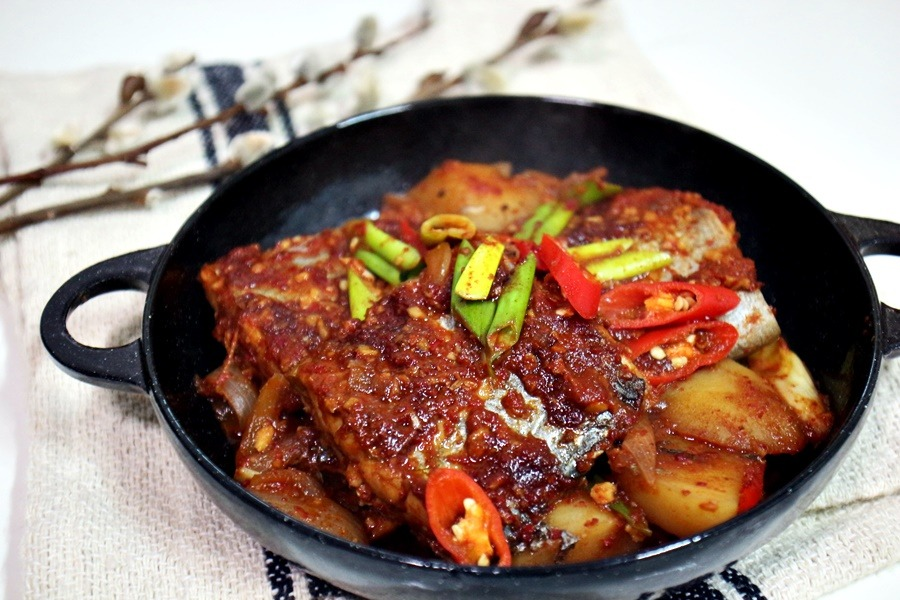
Galchi-jorim (in Brühe gesottene T. lepturus)